# Rue Julien-Videment
La rue Julien-Videment est une voie publique de l'Île de Nantes, quartier de Nantes, en France.

## Description
La rue qui s'étend de la rue Magin jusqu'au quai François-Mitterrand comporte trois segments : le premier qui est à angle droit par rapport au second, est orienté sud-nord, et longe l'amorce du pont Anne-de-Bretagne jusqu'à sa jonction avec le boulevard Léon-Bureau sur lequel l'extrémité occidentale du second segment de la rue débouche également. Le troisième segment, long d'environ 35 m, à une orientation oblique par rapport au deuxième. Bitumée, l'artère est ouverte à la circulation automobile, et rencontre la rue Sourdéac.

## Dénomination
La voie est d'abord appelée « rue des Chantiers », du fait de la proximité des Chantiers de la Loire. Le 18 janvier 1907, le conseil municipal décide d'attribuer à la rue les prénom et nom de Julien Videment, négociant nantais de la fin du XVIIIe siècle, député suppléant des États généraux de 1789, président du tribunal de commerce et conseiller municipal en 1792. Le nom de Videment était auparavant donné au « quai Fernand-Crouan », sur l'actuelle partie occidentale du quai François-Mitterrand, le « quai de l'île Videment » bordant ce qui était alors la petite « île Videment ».

## Historique
Jusqu'au XVIIe siècle, l'actuelle île de Nantes est constituée de prairie couvrant des îles séparées par des bras de Loire à faible débit, les boires. À partir de l'axe de la ligne de ponts reliant le quartier du Bouffay à Pirmil, l'urbanisation des îles est entamée par l'aménagement des rives au XVIIe siècle, puis l'installation progressive d'industries à partir du XVIIIe siècle, accélrée au XXe siècle.
L'île Videment est occupée par des chantiers navals de petite dimension : la société Guibert créée en 1846, la société Le François en 1851, la société Goüin et Cie créée en 1856 par Ernest Goüin.
Vers 1900, la rue des Chantiers est bordée par une usine de produits chimiques et une autre de construction mécanique.
Jusqu'en 1920, la zone est desservie par deux canaux principaux, le « canal Est-Ouest », et surtout le « canal Nord-Sud », ou canal Jollet, sur lequel la rue Julien-Videment aboutit. Les voies d'eau sont comblées, le canal Jollet devenant le boulevard Léon-Bureau.
Les mutuelles de la Loire-Atlantique (intégrées depuis à Harmonie mutuelle) installent leur siège, le « bâtiment Anne de Bretagne », situé au nord et à l'est de la rue Julien-Videment dans les années 1970.